# Herdeiros da Vila
GRCESM Herdeiros da Vila é uma escola de samba mirim da cidade do Rio de Janeiro que participa todos os anos do desfile oficial de escolas de samba mirins, realizado desde 1999 na Marquês de Sapucaí.

## História
A Herdeiros da Vila foi fundada em 1988, ano em que a sua escola-mãe, a Unidos de Vila Isabel, venceu pela primeira vez no Grupo Especial do carnaval do Rio de Janeiro. Entre os fundadores da Herdeiros está a sambista Dinorá Mestre Trambique e Mestre Mangueirinha.
Em 2009, com um enredo em homenagem à Vila Isabel, falando sobre seus grandes carnavais, sendo a quinta a desfilar.
No ano de 2010, sua bateria conquistou o prêmio Estandarte do Samba. Em 2011, reeditou o enredo da Vila Isabel de 1994. A escola foi alvo de matéria do portal G1 em 2012, por seu sistema de reciclagem de fantasias. Em 2013 a Herdeiros reeditou o enredo Kizomba, a festa da raça que deu o primeiro campeonato à escola-mãe no ano de 1988.

## Segmentos

### Presidentes
| Nome               | Mandato   | Ref.   |
| ------------------ | --------- | ------ |
| Rita de Cássia     |           |        |
| Analimar Ventapane | 2014-2017 | [ 11 ] |
| Sônia Rossi        | 2017-2018 |        |
| Analimar Ventapane | 2019      |        |

### Intérpretes
| Nome                         | Período           | Ref.   |  | Tinguinha, Vivian e Juan Briggs | 2011 |  |
| Tinguinha e Vivian Concellos | 2012              |        |  |                                 |      |  |
| Juan Briggs                  | 2014-2015         | [ 12 ] |  |                                 |      |  |
| Yanick Mazonni               | 2016 - atualidade |        |  |                                 |      |  |

### Diretores
| Ano  | Diretor de Carnaval                  | Diretor de harmonia | Mestre de bateria            | Ref.   |
| ---- | ------------------------------------ | ------------------- | ---------------------------- | ------ |
| 2014 | D. Rita, Júlio e Nana                | Cláudio Sequis      | Paulo Veloso (Mestre Paulão) |        |
| 2015 | Duda Barreto                         |                     | Érica Santos                 | [ 13 ] |
| 2016 | Duda Barreto                         |                     | Luis Candido                 |        |
| 2017 | Duda Barreto                         |                     | Luis Candido                 |        |
| 2018 | Tathiane Queiroz,Kaká e Thales Nunes | Kaká                | Luis Candido                 |        |
| 2019 |                                      |                     | Malcon Wallace               |        |
| 2020 |                                      |                     | Matheus Birinha              |        |

### Coreógrafo
| Ano  | Nome    | Ref. |
| ---- | ------- | ---- |
| 2014 | Matheus |      |
| 2015 |         |      |

### Casal de Mestre-sala e Porta-bandeira
| Ano               | Nome                                | Ref.   |
| ----------------- | ----------------------------------- | ------ |
| 2014 - 2015       | Filipe Vianna e Rayara Monnier      | [ 14 ] |
| 2016              | Douglas Motta e Yohanna Fernanda    | [ 15 ] |
| 2017              | Douglas Motta e Yohanna Fernanda    |        |
| 2018 - atualidade | Douglas Motta e Giovanna Casagrande |        |

### Corte de bateria
| Ano       | Rainha          | Madrinha | Ref.   |
| --------- | --------------- | -------- | ------ |
| 2014-2016 | Rayssa Oliveira |          | [ 16 ] |
| 2017      |                 |          |        |

## Carnavais
| Herdeiros da Vila | Herdeiros da Vila | Herdeiros da Vila | Herdeiros da Vila                                                                   | Herdeiros da Vila                                                                                | Herdeiros da Vila       |
| Ano               | Colocação         | Enredo | Compositores do samba-enredo                                                        | Carnavalesco                                                                                     | Ref.                    |
| ----------------- | ----------------- | --- | ----------------------------------------------------------------------------------- | ------------------------------------------------------------------------------------------------ | ----------------------- |
| 1989              | Sem competição    | "Sementes da raça" |                                                                                     |                                                                                                  | [ 1 ] [ 2 ]             |
| 1990              | Sem competição    | "Brasil canta e dança" |                                                                                     |                                                                                                  | [ 1 ] [ 2 ]             |
| 1991              | Sem competição    | "40 anos de televisão no Brasil" |                                                                                     |                                                                                                  | [ 1 ] [ 2 ]             |
| 1992              | Sem competição    | "Por amor à natureza" |                                                                                     |                                                                                                  | [ 1 ] [ 2 ]             |
| 1993              | Sem competição    | "Bloco alegria barata" |                                                                                     |                                                                                                  | [ 1 ] [ 2 ]             |
| 1994              | Sem competição    | "Da França Antártica à Sapucaí" |                                                                                     |                                                                                                  | [ 1 ] [ 2 ]             |
| 1995              | Sem competição    | "Brasil, brasileirinho" |                                                                                     |                                                                                                  | [ 1 ] [ 2 ]             |
| 1996              | Sem competição    | "Herdeiros de zumbi" |                                                                                     |                                                                                                  | [ 1 ] [ 2 ]             |
| 1997              | Sem competição    | "Sonho de ouro 2004" |                                                                                     |                                                                                                  | [ 1 ] [ 2 ]             |
| 1998              | Sem competição    | "Brincando, brincando, lá se vão dez anos" |                                                                                     |                                                                                                  | [ 1 ] [ 2 ]             |
| 1999              | Sem competição    | "Herdeiros no folclore nacional" |                                                                                     |                                                                                                  | [ 1 ] [ 2 ]             |
| 2000              | Sem competição    | "Brasil de lá pra cá, a influência" |                                                                                     |                                                                                                  | [ 1 ] [ 2 ]             |
| 2001              | Sem competição    | "Dê uma chance à paz" |                                                                                     |                                                                                                  | [ 1 ] [ 2 ]             |
| 2002              | Sem competição    | "Bons tempos. "ai que saudade que eu tenho""                                                                                                  |                                                                                     |                                                                                                  | [ 1 ] [ 2 ]             |
| 2003              | Sem competição    | "Herdeiros debutando no salão da passarela"                                                                                                   |                                                                                     |                                                                                                  | [ 1 ] [ 2 ]             |
| 2004              | Sem competição    | "Sou herdeiros da princesa, sou da vila da nobreza"                                                                                           | Oficina de artes e ofícios de carnaval da Herdeiros da Vila                         |                                                                                                  | [ 1 ] [ 2 ]             |
| 2005              | Sem competição    | "A magia do zodíaco, está junto com você" | Marco Antônio de Souza                                                              | Cosme Leandro Pedrão                                                                             | [ 1 ] [ 2 ]             |
| 2006              | Sem competição    | "De mineira à carioca, o sonho se tornou realidade!"                                                                                          | Marco Antônio de Souza                                                              |                                                                                                  | [ 1 ] [ 2 ]             |
| 2007              | Sem competição    | "Zona Norte: berço cultural da cidade maravilhosa"                                                                                            | André Diniz e Leonel                                                                | Leandro Santos                                                                                   | [ 1 ] [ 2 ]             |
| 2008              | Sem competição    | "Ser criança..." | Oficina de artes e ofícios de carnaval da Herdeiros da Vila                         | Leandro Santos e Leonardo Leonel                                                                 | [ 1 ] [ 2 ]             |
| 2009              | Sem competição    | "Suor e conquista a Vila em transformação" | Rafael Tinguinha, Peter Brandão, Vivian Concelos e Eduardo Silva                    | Júlio Cerqueira e Leandro Pedrão                                                                 | [ 5 ] [ 4 ] [ 1 ] [ 2 ] |
| 2010              | Sem competição    | "A Herdeiros trouxe do céu uma estrela que brilha e traz alegria: Maria Clara Machado"                                                        | Rafael Tinguinha, Vivian Concellos, Caio César e Arthur Pedrosa                     | Alex Varela                                                                                      | [ 1 ] [ 2 ]             |
| 2011              | 7º lugar          | "Muito prazer Isabel de Bragança ou Drummond Rosa da Silva, mas pode me chamar de Vila" (Reedição do enredo de 1994 da Unidos de Vila Isabel) | Vilani Silva (Bombril), Evandro Bocão e André Diniz                                 | Alex Varela, Ana Colatino, Julio Cerqueira e Rita de Cássia                                      | [ 1 ] [ 2 ]             |
| 2012              | Sem competição    | "A Hereiros viaja pelo Brasil em festa" | Caio Alves, Gustavinho Oliveira, Danilo Garcia, Rafael Tinguinha e Vivian Concellos | Rita de Cássia, Júlio Cerqueira, Ana Cláudia Colatino Barreto                                    | [ 1 ] [ 2 ]             |
| 2013              | Sem competição    | "Kizomba, a festa da Raça" (Reedição do enredo de 1988 da Unidos de Vila Isabel)                                                              | Rodolpho, Jonas e Luiz Carlos da Vila                                               | Alex Varela, Ana Cláudia Colatino Barreto, Junior Schall, Julio César Cerqueira e Rita de Cássia | [ 1 ] [ 2 ]             |
| 2014              | Sem competição    | "A Copa do Mundo é nossa, com a Herdeiros não há quem possa! A bola vai rolar"                                                                | Danilo Garcia, Gustavinho Oliveira, Juan Briggs e Caio Alves                        | Alex Varela                                                                                      | [ 12 ]                  |
| 2015              | Sem competição    | "Direito é direito" (Reedição do enredo de 1989 da Unidos de Vila Isabel)                                                                     | Serginho Tonelada, Jorge King, João Carlos Couto, Zé Antonio e Fernando Partideiro  |                                                                                                  | [ 17 ]                  |
| 2016              | Sem competição    | "Não polua o meu Rio" | Mestre Trambique, Godô e Moacyr Luz                                                 |                                                                                                  | [ 18 ]                  |
| 2017              | Sem competição    | "Sou Mestre Trambique, músico e compositor. Vou lhe mostrar o samba"                                                                          | Marcelinho Moreira, Raoni Ventapane, Dedé Aguiar e Fagundes Fernandes               |                                                                                                  | [ 19 ]                  |
| 2018              | Sem competição    | "Música, o Alimento da Alma | Macaco Branco e Cláudia Nel                                                         | Carla Ivantes                                                                                    |                         |
| 2019              | Sem competição    | "A Vila canta o Brasil, celeiro do mundo - Água no feijão que chegou mais um" (Reedição do enredo de 2013 da Unidos de Vila Isabel)           | André Diniz, Arlindo Cruz, Leonel, Martinho da Vila e Tunico da Vila                |                                                                                                  |                         |